# Choeromorpha muscaria
Choeromorpha muscaria är en skalbaggsart som först beskrevs av Heller 1915.  Choeromorpha muscaria ingår i släktet Choeromorpha och familjen långhorningar. Inga underarter finns listade i Catalogue of Life.